# Štefan Vojislav
Štefan Vojislav (srbsko Стефан Војислав, latinizirano: Stefan Vojislav, srednjeveško grško Στέφανος Βοϊσθλάβο, latinizirano: Stéfanos Voïsthlávos) je bil od leta 1018 do 1043 knez Duklje, * ni znano, † 1043. 
Od leta 1018 je bil bizantinski guverner Duklje. Leta 1034 je vodil neuspešen upor proti Bizantincem, ki ga je pripeljal v zapor v Konstantinoplu. Iz zapora mu je uspelo pobegniti in se vrniti domov, potem pa je uspešno osamosvojiti svojo državo in razširiti svojo oblast na južno Dalmacijo in njeno zaledje. Je začetnik dinastije Vojislavljević.

## Poreklo in zgodnje življenje
Sodobni bizantinski pisci ga omenjajo bodisi kot Srba bodisi kot Dukljana, ne omenjajo pa njegovih prednikov. Letopis popa Dukljana, kasnejši in manj zanesljiv vir, omenja, da je bil bratranec svojega predhodnika Jovana Vladimirja (vladal 990–1016). Bizantinsko cesarstvo, ki je doseglo svoj vrhunec med dolgo vladavino cesarja Bazilija II., je po njegovi smrti leta 1025 začelo vztrajno propadati. To je bilo še posebej očitno na Balkanu, kjer je odprava večne bolgarske grožnje v kombinaciji z neučinkovito davčno politiko spodbudila osvobodilna gibanja. Vojislav Dukljan je imel naziv arhont in toparh dalmatinskih kastrov Zeta in Ston.
Ozemlja Dalmatincev, Srbov, Hrvatov in drugih so nadzorovali strategi v Nišu, Skopju, Dubrovniku in Draču. Vojislav se je redno srečeval z dubrovniškim strategom Katakalonom Klazomenitom in ob neki priložnosti ugrabil njega in njegovo družino, ker je želel biti krstni boter Katakalonovega sina. Dogodek kaže na tesen odnos med domačimi voditelji in bizantinskimi častniki na obrobju cesarstva po Bazilijevi "ponovni osvojitvi Bolgarije".

## Upori
"...Štefan Vojislav, arhont Srbov, ki je pred kratkim pobegnil iz Konstantinopla, je zavzel zemljo Srbov ter pregnal Teofila Erotika."
- Ivan Skilica
Okoli leta 1034 (po Ivanu Skilici) so se Dukljani odrekli bizantinski oblasti. Štefan Vojislav, bratranec umorjenega Jovana Vladimirja, je izkoristil smrt cesarja Romana III. Argirja in organiziral upor. Leta 1035/1036 je bil poražen in zaprt v Konstantinoplu, medtem ko je oblast v njegovem kraljestvo prevzel strateg Teofil Erotik. Konec leta 1037 ali v začetku leta 1038 je Štefanu Vojislavu uspelo pobegniti iz zapora in se vrniti v Dukljo, kjer je organiziral nov upor, usmerjen tudi proti srbskim zaveznikom bizantinskega cesarja v sosednjih regijah.
Z gverilsko taktiko in podporo drugih uporov je odbil več kazenskih pohodov in vzpostavil delno oblast nad kneževinama Travunija in Zahumje. Njegova država se je leta 1040 raztezala na obalnem območju od Stona na severu do njegove prestolnice Skader na južni obali Skadrskega jezera Obvladoval je tudi Trebinje, Kotor in Bar.

## Vojne z Bizantinci

### 1039
Leta 1039 je bizantinski cesar Mihael IV. Paflagonec v Solunu čakal na pošiljko 10 kentenarjev zlata (7.200 zlatih nomizem) iz njegovih provinc v južni Italiji. Galeja, ki je prevažala zlato, je zaradi nevihtnega zimskega vremena potonila ob dukljanski obali. Tovor je zasegel Vojislav in ga ni hotel izročiti Mihaelu. Besni cesar je proti Vojislavu poslal svojega generala Jurija Probata. Bizantinska vojska, ki ni poznala terena, je v ozkih soteskah padla v zasedo in bila popolnoma poražena. Vojislavov sin Radoslav naj bi med boji ubil bizantinskega poveljnika. Stratega Kekavmena so Dukljani ujeli in odpeljali v Ston. Leta 1040/1041 je bil vdor Bizantincev v Dukljo malo verjeten zaradi vstaje Petra Deljana, ki se je okronal za "bolgarskega carja Petra". Bizantinci so morali najprej ustaviti napredovanje Bolgarov.

### 1042
Leta 1042 se je novi bizantinski cesar Konstantin IX. Monomah odločil, da bo z vojsko iz Drača in sosednjih tem napadel Dukljo. Raški župan, naziv kaže na ponovno podreditev Raške Bizantinskemu cesarstvu, bosanski ban in zahumski knez Ljutovid so prejeli veliko vsoto zlatega in srebrnega denarja za podporo pri strmoglavljenju Vojislava.
Bitka naj bi potekala 7. oktobra 1042 v okolici Bara, Sutormana ali Tuđermilskega polja. Pred bitko je v bizantinski tabor prišel moški in razširil lažne informacije o ogromni sovražni vojski, kar je povzročilo paniko med Bizantinci. Dukljane je v bitki vodil Stefan Vojislav s svojimi petimi sinovi. S premiki po okoliških hribih, glasnim kričanjem in trobljenjem so naredili vtis, da gre za res veliko vojsko. Zaprli so ozke gorske prehode in med Bizantinci povzročili kaos. Njihova vojska pod poveljstvom Mihaela Anastazija je bila poražena in Vojislav je Duklji zagotovil neodvisnost od bizantinske oblasti.

## Zadnja leta
Preostanek svoje vladavine je Vojislav preživel v miru in leta 1043 umrl. Nasledili so ga vdova Neda in njunih pet sinov - Gojislav, Predimir, Mihajlo, Saganek in Radoslav. Pokopan je bil v cerkvi sv. Andreja v Prapratni, naselju med Barom in Ulcinjem. Duklja je ostala središče srbske države in ta položaj zadržala nekaj desetletij. Med vladavino sina Mihajla je bilo nekaj regij priključenih k Raški, kjer je vladal veliki knez Vukan I. Srbski.